# Лохглинн
Лохглинн (англ. Loughglinn; ирл. Loch Glinne) — деревня в Ирландии, находится в графстве Роскоммон (провинция Коннахт).

## Демография
Население — 208 человек (по переписи 2006 года). В 2002 году население составляло 182 человека.
Данные переписи 2006 года:
| Общие демографические показатели |               |                               |                               |      |      |
| Всё население                    | Всё население | Изменения населения 2002—2006 | Изменения населения 2002—2006 | 2006 | 2006 |
| 2002                             | 2006          | чел.                          | %                             | муж. | жен. |
| 182                              | 208           | 26                            | 14,3                          | 92   | 116  |